# Операция «Бамберг»
Операция "Бамберг" – карательная "антипартизанская" операция войск СС и частей Вермахта, проходившая во время оккупации Белорусской ССР нацистской Германией в районе Глуск-Паричи-Октябрьский, к югу от Бобруйска

## Планирование
Как и почти все последующие крупные операции против партизан или их окружения, операция «Бамберг» состояла из четырех фаз:
Фаза 1: создание большого окружения, в данном случае диаметром 25-30 километров , до 28 марта включительно.
Фаза 2: ужесточение окружения - в данном случае до 31 марта включительно,
Фаза 3: так называемая зачистка котла в виде последней концентрической атаки - в данном случае 1 и 2 апреля,
Фаза 4: так называемая обратная зачистка - в данном случае повторная тщательная зачистка и пересечение территории в обратном направлении до второй исходной позиции, в ходе которой деревни и хутора, находящиеся внутри внутренней целевой зоны, были уничтожены вместе с большинством их жителей, в данном случае между 3 и 6 апреля
Столкновения с партизанами и потери с немецкой стороны были наиболее частыми на третьем этапе. Массовые преступления, разрушение деревень и убийство их жителей, происходили в третьей и, главным образом, в четвертой фазе, когда после завершения скоординированного военного наступления с ежедневными целями, которые должны были быть достигнуты при любых обстоятельствах, оставалось больше времени для этого. Только после этого операция считалась завершенной. В фазе 4 также начался, так называемый "сбор", представлявший из себя кражу скота и сельскохозяйственной продукции.
Операция уже готовилась с 26 февраля 1942 года в южном областном комиссариате Житомира силами Словацкого экспедиционного корпуса с подчиненным ему 325-м батальоном полиции порядка в районе Мозырь-Шитковичи. Эта операция, по-видимому, была отложена из-за того, что командир полицейского батальона, некоторое время не мог мобилизовать свои войска. С севера операцию должна была проводить не 203-я охранная дивизия, отвечавшая за этот район, а 707-я охранная дивизия, переброшенная специально для этой цели из областного комиссариата Белой Рутении.
На предварительном совещании 8 марта Максимилиан фон Шенкендорф, командующий группой армий «Центр», поблагодарил полицию безопасности и СД за оказанную поддержку и заверил, что для успеха более масштабной акции они абсолютно необходимы. План операции 203-й охранной дивизии определял следующие задачи:
- А) Уничтожение основных партизанских формирований.
- Б) "Умиротворение" региона.
- C) Изъятие зерна и скота.

В то время как 203-я дивизия, также предусматривавшая бомбардировку четырех деревень с воздуха, её командование всё еще рекомендовало отделять виновных от невиновных, требуя расстрела только действительно опасных элементов, 707-я охранная дивизия с самого начала не планировала широкого развития операции, так как это было невозможно из-за снега, льда и начала дождей. Таким образом операция затронула деревни, где большинство партизан могли за это время закрепиться. Командующий Бехтольшейм (Бехтольсхайм) приказал, чтобы во время этой операции со всей жестокостью инициировались преступления против евреев и прочих "нежелательных элементов", которые с успехом совершались в Белой Рутении, особенно в осенние месяцы 1941 года.

## Ход и итоги операции
Операция «Бамберг» продемонстрировала все основные тактические элементы и процедуры, которые должны были стать типичными для последующих "антипартизанских" карательных акций. Между 26 марта и 6 апреля 1942 года, в течение 12 дней, усиленная 707-я охранная дивизия, словацкий пехотный полк и 315-й батальон полиции порядка уничтожили ряд деревень в просеке между Октябрьским и Копаткевичами, убив их жителей.
В Хвойне (Хойно) 1350 человек были заперты в своих домах и убиты ручными гранатами или сожжены, в Рудне 800 человек были собраны и расстреляны группами, в Октябрьском 190 человек были сожжены заживо в здании клуба, жители Курина были частично расстреляны, частично сожжены заживо, как и в Ковали, где были сожжены дети.
Число погибших (согласно отчётам командованию Вермахта и СС) было около 3 500 человек, но на самом деле оно было гораздо выше. Партизаны оценивали его в 5 000, а согласно списку Романовского и др. только в 15 населенных пунктах погибло 4 396 человек.
В эти цифры не включены итоги операций, происходивших до и после этого в прилегающих районах, поэтому следует предположить, что было убито не менее 6 000 человек. Подавляющее большинство из них составляли местные крестьяне и евреи, которые также были объектом операции. Говорить об убитых вполне оправданно, ведь боев почти не было, сломить сопротивление не удалось, что неудивительно для действий против деревень и мирного населения.